# Nossa Senhora do Livramento (Mato Grosso)
Nossa Senhora do Livramento é um município brasileiro do estado de Mato Grosso. Localiza-se a uma latitude 15°46'30" sul e a uma longitude 56°20'44" oeste, estando a uma altitude de 232 metros. Sua população estimada é de 12.940 habitantes, segundo o Censo Demográfico 2022 . Possui uma área de 5.537,413 km².

## História
Entre o povoamento de Cocais – fundada no século XVIII - e o município de hoje há uma grande história. No entanto, grande parte dela se perdeu em 1930, quando o interventor Armênio de Moraes queimou todos os documentos e livros antigos da Prefeitura, argumentando que dali em diante começaria uma vida nova. Nossa Senhora do Livramento está inserida na região conhecida hoje por Baixada Cuiabana, possui características peculiares e um dos mais ricos acervos históricos da cultura de Mato Grosso. Principalmente porque Livramento é um dos municípios mais antigos de Mato Grosso e tem uma cultura muito própria. Assim surge o município de Nossa Senhora do Livramento. Cocais, berço do município surgiu com a exploração do ouro a partir do século XVIII, quando dois sorocabanos, Antonio Aires e Damião Rodrigues, deixaram Cuiabá com todos os seus pertences, atravessaram o rio e depois de uma marcha de aproximadamente 30 quilômetros, descobriram ouro em alguns ribeirões ou córregos em território do atual município, nas lavras que ficaram conhecidas como Cocais. Com a noticia da descoberta do ouro, foi o único incentivo que chamou os sertanistas e aventureiros ávidos de riquezas a se instalarem nas margens do córrego Cocais, que foi o berço de nascimento do atual município de Nossa Senhora do Livramento. Por onde passava a estrada que ligava as minas de Cuiabá à antiga Capital de Mato Grosso, Vila Bela, a vegetação era melhor do que em Cocais, provavelmente, como consequência da localização de Cocais, que ficava fora de mão, foi que se formou à beira da estrada um ponto de apoio às tropas que se deslocavam entre Vila Bela e as minas do Cuiabá. Conta que durante uma viagem, ainda no começo do século XIX, a imagem de Nossa Senhora do Livramento passava pelo povoado de São José dos Cocais (antigo nome de Livramento), vinda de Portugal, carregada em cima do lombo de um burro com destino à Vila Bela da Santíssima Trindade. A Comitiva parou para descansar e na saída o animal que carregava a imagem da Santa empacou, não queria mais sair do lugar, ao tirar a carga do burro onde estava a imagem da Santa, o animal andava, colocava a carga o animal empacava não saia do lugar, após varias tentativas a comitiva decidiu deixar a Imagem da Santa no Local, onde construiu uma capela para abrigar a Imagem da Santa Nossa Senhora do Livramento, local onde hoje se ergue a Igreja de Nossa Senhora do Livramento, o local era estratégico e por isso tornou-se parada e pouso obrigatório, para as topas descansarem de suas viagens. Na época, Francisco João Botelho e sua mulher Escolástica de Campos Rondon decidiram fundar um arraial naquele local, que logo começaram a atrair pessoas vindas de outros lugares, proprietário da terra mandaram construir uma igreja, a mesma que funciona na condição de Igreja Matriz da Paróquia, embora já não apresente as características originais de sua construção no século XVIII. É de 1835, 21 de agosto, a Lei Provincial que criou o Distrito de Livramento. A elevação a município se deu em 1.883, pertencendo a Zona fisiográfica do Pantanal, Nossa Senhora do Livramento se limita com, Barão de Melgaço, Santo Antônio de Leverger, Poconé, Várzea Grande, Jangada, Rosário Oeste, Porto Estrela e Cáceres, o município tem uma área de 5.315 Km², altitude de 171 m, localizada a 32 quilômetros de Cuiabá no lado esquerdo da rodovia MT–070 que liga a Capital de Mato Grosso Cuiabá à Poconé e ao Pantanal Mato-grossense.

## Religião
| Religião       | %    |
| -------------- | ---- |
| Catolicismo    | 85,5 |
| Protestantismo | 12,4 |
| Outras         | 1,4  |
| Sem religião   | 0,7  |

## Economia
Destaca-se a pecuária, no sistema de cria, recria e corte. A agricultura é de subsistência, com destaque para a produção de bananas. O extrativismo mineral é largamente praticado no município, que possui imensas jazidas auríferas. É o segundo município do estado em produção de peixe em cativeiro.

## Geografia
O Município de Nossa Senhora do Livramento está localizado no estado de Mato Grosso, como pertence à zona fisiográfica do Pantanal, com uma extensão territorial de 5.331,57 km, localizado geograficamente no centro sul do Estado de Mato Grosso. Na Mesorregião do Centro-Sul Mato-Grossense e Microrregião de Cuiabá, ocupando aproximadamente 0,588% da área total do estado.

### Clima
Clima tropical quente com nítida estação seca e com temperaturas entre 20º e 30 °C, tendo em média 24 °C.
O Município de Nossa Senhora do Livramento apresenta um clima quente e sub úmido com cinco meses seco que vai de maio a setembro, podendo atingir nos seus dias mais quentes, temperaturas superiores a 40 °C. A média térmica anual fica em torno de 24 °C.
A temperatura média do mês mais quente fica em torno de 40 °C, enquanto a máxima pode alcançar 42 °C e no inverno pode chegar a 20 °C.
No tocante a pluviosidade a média é de 1.750mm, nos meses de dezembro a fevereiro.

### Solos
Formado pelo processo de latossolização nas matas com bom teor de matéria orgânica, coloração vermelho escuro, textura argilo-arenoso, boa capacidade de retenção de água, areação e drenagem. No cerrado e campo, baixa fertilidade, coloração vermelho.

### Vegetação
A vegetação predominante é o cerrado, com terreno plano e vegetação composta de árvores baixas e retorcidas e solo coberto por gramíneas.
O município apresenta um início da vegetação pantaneira e extensas áreas desmatadas.

### Hidrografia
- Rio Pari
- Rio Esmeril
- Rio Santana
- Rio Bento Gomes
- Rio Jangada
- Rio Sagradouro
- Rio Ilha do Piraim

### Relevo
O relevo do município de Nossa Senhora do Livramento pode ser dividido em: depressão do Rio Paraguai, calha do Rio Cuiabá. Participa do Pantanal Mato-grossense, Serra das Araras.

### Limites
- Norte: Várzea Grande, Jangada e Rosário Oeste
- Sul: Barão de Melgaço e Poconé
- Leste: Santo Antônio de Leverger
- Oeste: Porto Estrela e Cáceres

### Distritos
- Sede (cidade)
- Faval
- Ribeirão dos Cocais
- Pirizal

### Rodovias
- BR-070
- MT-060
- MT-351
- MT-160
- MT-452

## Administração

### Prefeitura
- Prefeito: Silmar de Souza Gonçalves (PSDB)
- Vice-Prefeito: Joemi Benedito de Almeida

### Vereadores da Legislatura 2017-2020
- Leila Lúcia
- Edesio Pompilho
- Gilson
- Wallace Botelho
- Airton Conceição
- Paulo do Caraca
- Danilo Monteiro
- Laura Vicentini
- Jairce

## Turismo
Nossa Senhora do Livramento possui alguns pontos turísticos que merecem alguma atenção, dentre eles a Casa de Cultura Livramentense, um casarão de construção antiga, local destinado à disseminação da cultura e história do município, onde é possível conhecer artesanatos e artefatos históricos, além de apreciar exposições de arte e apresentações culturais.
Para aqueles que preferem um passeio ao ar livre, a cidade possui o Parque Maria Joana Conceição, local ideal para realizar caminhadas, piqueniques e exercícios físicos.
No centro e de fácil acesso, é possível visitar e professar a fé na Igreja Matriz de Nossa Senhora do Livramento, construída no século XVIII.
A feira “É de livramento”, que acontece semanalmente na cidade, chama atenção de pessoas dos municípios vizinhos, justamente pela oferta de diferentes produtos, entre artesanato, doces, bebidas e comidas, como também shows e apresentações culturais.
Outro local bem conhecido e famoso, é o Quilombo Mata-Cavalo, uma comunidade que abriga em média 500 famílias, que lutam para manter suas histórias e tradições, através das danças, cantigas, artesanatos e contos. Neste espaço é possível entrar em contato com a história de pessoas cujos antepassados sofreram com a escravidão.
Também ligada à Comunidade Mata-Cavalo, não se pode esquecer da tradicional Dança do Congo, que é um tipo de teatro envolvendo encenações, danças e cantos que contam a história de uma guerra envolvendo dois reinados africanos.  Os participantes se encontram na manhã de domingo em frente à igreja matriz, de onde parte a procissão portando a imagem de São Benedito em um andor. O cortejo visita as residências, dançando para aqueles que recebem o grupo. Em retribuição, os moradores oferecem alimentos e bebidas aos participantes. Após a procissão, o teatro é apresentado na praça e depois todos festejam na casa Casa de São Benedito (espaço dedicado ao santo, no centro da cidade).
Outra atividade realizada por uma comunidade quilombola, é a Festa da Banana, realizada pela comunidade quilombola Mutuca, além de almoço, a festa conta com apresentações culturais, e feira contendo doces, licores, petiscos feitos da banana. A festa tem como intuito, a preservação da cultura afrodescendente das famílias que moram no quilombo, e que tentam preservar a memória e os saberes passados de geração em geração. 
Recentemente, o município ganhou um novo museu, sendo o Centro de Memória da Rapadura o primeiro museu da zona rural da cidade. Ele é dedicado à preservação da memória e da história do fazer da rapadura, sendo ela feita através de produção artesanal pelos moradores da comunidade Campo Alegre de Baixo, em Nossa Senhora do Livramento, a 42 km de Cuiabá. A iniciativa de construção do museu surgiu de pesquisas realizadas pelos integrantes do projeto Cartografias Culturais, do Instituto Federal de Mato Grosso, com o objetivo de conhecer e cartografar as celebrações, saberes e fazeres e patrimônio material e imaterial da Região Metropolitana do Vale do Rio Cuiabá.

## Últimos prefeitos eleitos
| Ano  | Prefeito   | Partido | Votos | %     | Ref    |
| ---- | ---------- | ------- | ----- | ----- | ------ |
| 2004 | Nezinho    | PP      | 4.006 | 55,38 | [ 11 ] |
| 2008 | Dr Zenildo | DEM     | 5.343 | 58,97 | [ 12 ] |
| 2012 | Nezinho    | PP      | 5.369 | 59,16 | [ 13 ] |
| 2016 | Souza      | PSDB    | 6.384 | 68,70 | [ 14 ] |
| 2020 | Souza      | DEM     | 4.609 | 49,97 | [ 15 ] |